# Адриан Люлгюрай
Адриан Люлгюрай е албански певец от Черна гора.
Люлгюрай и Бледар Сейко заедно представят Албания на „Евровизия 2013“ в Малмьо с песента „Identitet“.

## Биография
Роден е в крайморския град Улцин. Макар и роден в град с албанско мнозинство, певецът се включва във фестивали и проекти из цяла Черна гора. Известен е с благотворителната си дейност.
Люлгюрай влиза в албанската музика през 2010 г., участвайки в телевизионни програми и музикални фестивали, един от които е „Top Fest“. Именно там печели редица награди, минавайки два пъти на финал. Бил е помощник-треньор в шоуто „Гласът на Албания“.